# 齊藤英太
齊藤 英太（さいとう えいた、1982年11月12日 - ）は、日本の実業家、企業家。株式会社ネバーセイネバー代表取締役社長、D2C Branding株式会社代表取締役社長。

## 人物/来歴
1982年、埼玉県新座市生まれ。
成城中学校・高等学校を卒業後、東京理科大学を中退。個人事業主を経て2006年7月にECアパレル事業を手掛ける株式会社ネバーセイネバーを磐井友幸と共同創業し、同社代表取締役社⻑に就任（現任）。株式会社ネバーセイネバーでは時代にあわせたブランディング、経営方針を打ち出し「STYLE DELI」をはじめ、複数のD2Cアパレルブランドを立ち上げ運営する。
自社のブランド運営の側、複数の大手アパレル企業のECコンサルティングを手掛けてきたが、2020年4月にはコンサルティング事業を分社化し、D2C Branding株式会社を設立。同社の代表取締役社⻑に就任（現任）。
エンジェル投資家として複数のベンチャー企業への投資も行う。

## 立ち上げたD2Cブランド
■STYLE DELI（スタイルデリ）　https://www.style-deli.com/
■marjour（マージュール）　https://www.marjour.com/
■colleca la（コレカラ）　https://www.collecala.jp/
■MIELI INVARIANT（ミエリ インヴァリアント）　https://www.mieli-invariant.com/

## メディア
■WWD JAPAN（2018/11/27）「EC専業「スタイルデリ」初の実店舗にファン集結　カリスマプロデューサーとの記念撮影楽しむ」
■WWD JAPAN（2020/04/02）「D2Cのコンサル＆支援会社が設立　EC専業アパレル、ネバーセイネバー社長が発起人」
■日経クロステック（2020.05.12）「店舗なくてもブランド好調、コロナ禍で注目集めるアパレル「D2C」の可能性」
■繊研新聞（2020.07.22）「DtoC支援企業続々　実績引っさげ、強み競う」
■MarkeZine（2020.07.30）「ファストファッションの成功体験を捨てD2Cにシフト「セールをしない、トレンドも追わない」覚悟の理由」